# Düzənlik
Düzənlik è un comune dell'Azerbaigian situato nel distretto di Salyan. Conta una popolazione di 954 abitanti.